# Isabel Oyarzábal
Isabel Oyarzábal Smith (Málaga, 12 de junio de 1878-Ciudad de México, 28 de mayo de 1974), también conocida por su pseudónimo Isabel de Palencia, fue una traductora, periodista, escritora, actriz y diplomática española. Al ser embajadora de España en Suecia y después en Finlandia, fue la primera embajadora de España.

## Trayectoria
Fue la tercera hija del matrimonio formado por el malagueño de origen vasco Juan Oyarzábal Bucelli (1835-1903) y de la escocesa Ana Smith-Guthrie (1846-1930), de cuya unión nacieron cuatro mujeres y tres varones. Perteneció a una familia burguesa, lo que le permitió gozar de una vida acomodada y acceder a una formación intelectual profunda. Comenzó sus primeros estudios en el Colegio La Asunción de la capital y fue educada en el seno de la religión católica.
En 1905, años después de la muerte de su padre, abandonó Málaga y se trasladó a Madrid para trabajar como actriz teatral en la compañía de María Tubau y Ceferino Palencia. Bajo el nombre artístico de «Isabel Aranguren» debutó en la obra de repertorio Pepita Tudó de Ceferino Palencia y perteneció al elenco de compañía hasta finales de 1906.
Gracias a este trabajo, conoció a Ceferino Palencia Álvarez-Tubau -abogado, pintor y diplomático- con quien se casó el 6 de julio de 1909 y con quien tuvo dos hijos: Ceferino (1910) y María Isabel (1914). El matrimonio se trasladaba continuamente de residencia por motivos laborales; así, vivieron en Suecia, Finlandia o Estados Unidos (Nueva York), y por último en México, donde tuvieron que exiliarse en 1939 por formar parte del bando republicano.  
Sus conocimientos de lengua inglesa le permitieron trabajar como profesora de español en Sussex, Inglaterra; ser corresponsal de revistas inglesas como Laffan News Bureau o el periódico The Standard;  convertirse en traductora de obras literarias como Silas Marner, de George Eliot; y ser intérprete en organismos como el Instituto Internacional de Estadística. 
En 1907 fundó la primera revista exclusivamente femenina de España, junto a su hermana Ana y su amiga Raimunda Avecilla: La Dama y La Vida Ilustrada, que llegó a sobrevivir cuatro años. A partir de esta primera experiencia, Isabel, inició una fructífera carrera periodística y colaboró en revistas y diarios de la prensa nacional, tales como Blanco y Negro, El Heraldo, Nuevo Mundo,  La Esfera, El Sol, El Día, Elegancias, La Voz de Madrid o Cosmópolis, entre otras. En sus artículos trataba sobre numerosos temas, siendo los más recurrentes aquellos relacionados con el papel de la mujer en la sociedad, la reivindicación de sus derechos (especialmente, el derecho al sufragio) o cuestiones sociales, como el estado de la sanidad y la educación españolas. Normalmente, firmaba con el pseudónimo de Beatriz Galindo o como Isabel de Palencia o Isabel O. de Palencia.
Realizó las críticas teatrales en las páginas de El Sol de Madrid desde 1918 hasta 1920. Y en 1930, participó en «El Mirlo Blanco», teatro de cámara dirigido por Cipriano Rivas Cherif. Allí estrenó su obra Diálogo con el dolor en la noche del 20 de marzo de 1926.
Isabel, junto a sus compañeras Julia Peguero y Benita Asas Manterola reclamó a Primo de Rivera el sufragio femenino en el año 1923. Fue una de las fundadoras del Lyceum Club de Madrid y perteneció a la Asociación Nacional de Mujeres Españolas (ANME), que llegó a presidir; el Consejo Supremo Feminista de España; la Liga Femenina Española por la Paz y la Libertad; la Agrupación Femenina Socialista y, durante la guerra, el Comité Nacional de la Asociación de Mujeres Antifasctistas (AMA).
En 1930 se convirtió en la única mujer de la Comisión Permanente sobre Esclavitud de la Sociedad de las Naciones. Acudió al congreso de la Alianza por el Sufragio Universal en Ginebra. 
Ocupó diversos cargos en el seno de la II República española. Afiliada al PSOE y a la UGT desde 1931, fue candidata socialista a las Cortes Constituyentes en 1933, pero no obtuvo escaño. Ese mismo año se convirtió en la primera mujer inspectora de trabajo en España. Luis Araquistáin, embajador de la República, le propuso como Consejera técnica de la Delegación Gubernamental en las conferencias XV y XVI de la Organización Internacional del Trabajo (OIT) celebradas en Ginebra en 1931 y 1932.
En 1935 se hizo socia del Ateneo de Madrid en cuyo registro aparece como escritora. Ese mismo año fue nombrada delegada de la UGT para asistir a la XIX Conferencia Internacional de la OIT. Asistió en calidad de «delegada obrera», por oponerse al gobierno conservador de la Confederación Española de Derechas Autónomas (CEDA).
Al comenzar la guerra civil completó una gira de conferencias por 42 ciudades de los Estados Unidos y Canadá en 53 días para recabar apoyos a la República. En Nueva York llegó a congregar a 25 000 personas en el Madison Square Garden. Fue nombrada embajadora de España en Suecia y después en Finlandia (1936-39).
En 1939, tras el fin de la guerra, se exilió junto a su familia a México, donde vivió y siguió escribiendo hasta su muerte,4 que tuvo lugar el 28 de mayo de 1974 en México D. F.5 En 1940, una editorial norteamericana publicó sus memorias, escritas en inglés, que no serían editadas en castellano hasta 2011, con el título de Hambre de libertad. Memorias de una embajadora republicana.
En México perteneció a la Unión de Mujeres Españolas y colaboró en su revista Mujeres Españolas.

## Producción literaria
- El alma del niño. Ensayos de psicología infantil,   Madrid, V. H. Sanz Calleja, 1921:  Carmen Servén, en su reseña en la Revista de Hispanismo, dijo sobre la obra que El alma y el niño de Isabel Oyarzábal reflejaba las inquietudes pedagógicas de los años veinte al abordar la mejora educativa desde un enfoque experimental, describiendo las cualidades y defectos infantiles, combinando psicología experimental y evolutiva, destacando la importancia de un entorno familiar acogedor en el desarrollo del niño. La edición de 1921 se acompañaba de un prólogo de José Ortega Munilla y venía avalada por un apartado de juicios críticos nutrido por María de Maeztu, Benita Asas Manterola y José Francos Rodríguez. Hay una segunda edición del texto publicada en México por Ediciones Aztlán (1958).

- El sembrador sembró la semilla. Madrid: Rivadeneyra (1923).

- El traje regional en España. Su importancia como expresión primitiva de los ideales estéticos del país, Madrid:Voluntad, (1926).
- I must have liberty, Nueva York: Longmans, Green & Co., (1940).
- Juan, son of the fisherman, Nueva York: Longmans, Green & Co., (1940).
- Saint Anthony´s pig, Nueva York, Longmans: Green & Co. (1940).
- Diálogos con el dolor. Ensayos dramáticos y un cuento, México: Editorial Leyenda, Colección Atalaya (1944).
- Smouldering Freedom: The Story of Spanish Republicans in Exile, Nueva York: Longmans, Green & Co. (1945).
- Alexandra Kollontay: Ambassadress from Russia, Nueva York: Longmans, Green & Co. (1947).
- Del diario comer. Cocina hogareña, México:  Editorial Patria (1951).
- En mi hambre mando yo, México: Libro Mex Editores (1959).

Obras traducidas
- Irving, H., El teatro tal cual es y el arte de representar, Madrid, R. Velasco (1905).
- Havelock Ellis, H., Estudios de psicología sexual, Madrid, Ed. Reus (1913).
- Eliot, G., Silas Marner, Madrid,  Calpe (1919).

- Conan Doyle, A., La nueva revelación, Madrid, Ed. Pueyo (1920).
- Austen, J., La abadía de Northanger,  Madrid, Tip. Renovación (1921).
- Broughton, R., Como las flores: novela, Madrid, Rivadeneyra, (1922).
- Merrel, C., Julia aprovecha la ocasión,  Madrid, Rivadeneyra, (1929).
- Hackett, F., El Rey Barba Azul: Enrique VIII y sus seis mujeres, Madrid, Ed. España, Sucesores de Rivadeneyra, (1931).
- Westermarck, E., Historia del matrimonio, Madrid, Ed. España, (1932).
- Maupassant, G. de, El buen mozo, México, Ed. Leyenda, (1945).
- Rossi Lodome, V. y Matricardi, F., La cuchara de plata: libro de cocina, México, Uteha, (1965).
- Brandon, M., Violeta y la vida por amor, Madrid, V. H. Sanz Calleja, s. f.

Obras inéditas
- Amellany. Obra depositada en el Archivo Nacional de Cataluña.
- Colibrí. Resumen de una película por Isabel de Palencia. Obra registrada en la Unión Nacional de Artistas de México.
- El gran delito. Obra depositada en la Unión Nacional de Artistas de México.
- El vendedor de humo. Obra registrada en la Unión Nacional de Artistas de México.
- Final de mujer. Obra registrada en la Unión Nacional de Artistas de México.
- La güera Rodríguez. Argumento cinematográfico inspirado en la obra del mismo nombre, original de Artemio de Arizpe, María Ignacia Rodríguez. Obra registrada en la Unión Nacional de Artistas de México.
- La historia del ballet. 140 cartillas y un prólogo. Obra registrada en la Unión Nacional de Artistas de México.
- La joven América. Obra registrada en la Unión Nacional de Artistas de México.
- La mulata de Córdoba. Obra registrada en la Unión Nacional de Artistas de México.
- Lo que lleva al mar o sangre del mar. Drama original en tres actos y un cuadro plástico. Obra registrada en la Unión Nacional de Artistas de México.
- Los muñecos del señor Desiderio. Obra registrada en la Unión Nacional de Artistas de México.
- Mujeres en la historia y en la leyenda. Obra registrada en la Unión Nacional de Artistas de México.
- Mujeres mexicanas en la historia… Obra registrada en la Unión Nacional de Artistas de México.
- Sor Juana Inés de la Cruz. Obra registrada en la Unión Nacional de Artistas de México.
- Un beso a tiempo. Obra registrada en la Unión Nacional de Artistas de México.
- Yunque y martillo o semillas de odio. Resumen de una película por Isabel de Palencia. Obra registrada en la Unión Nacional de Artistas de México.

## Legado y reconocimientos

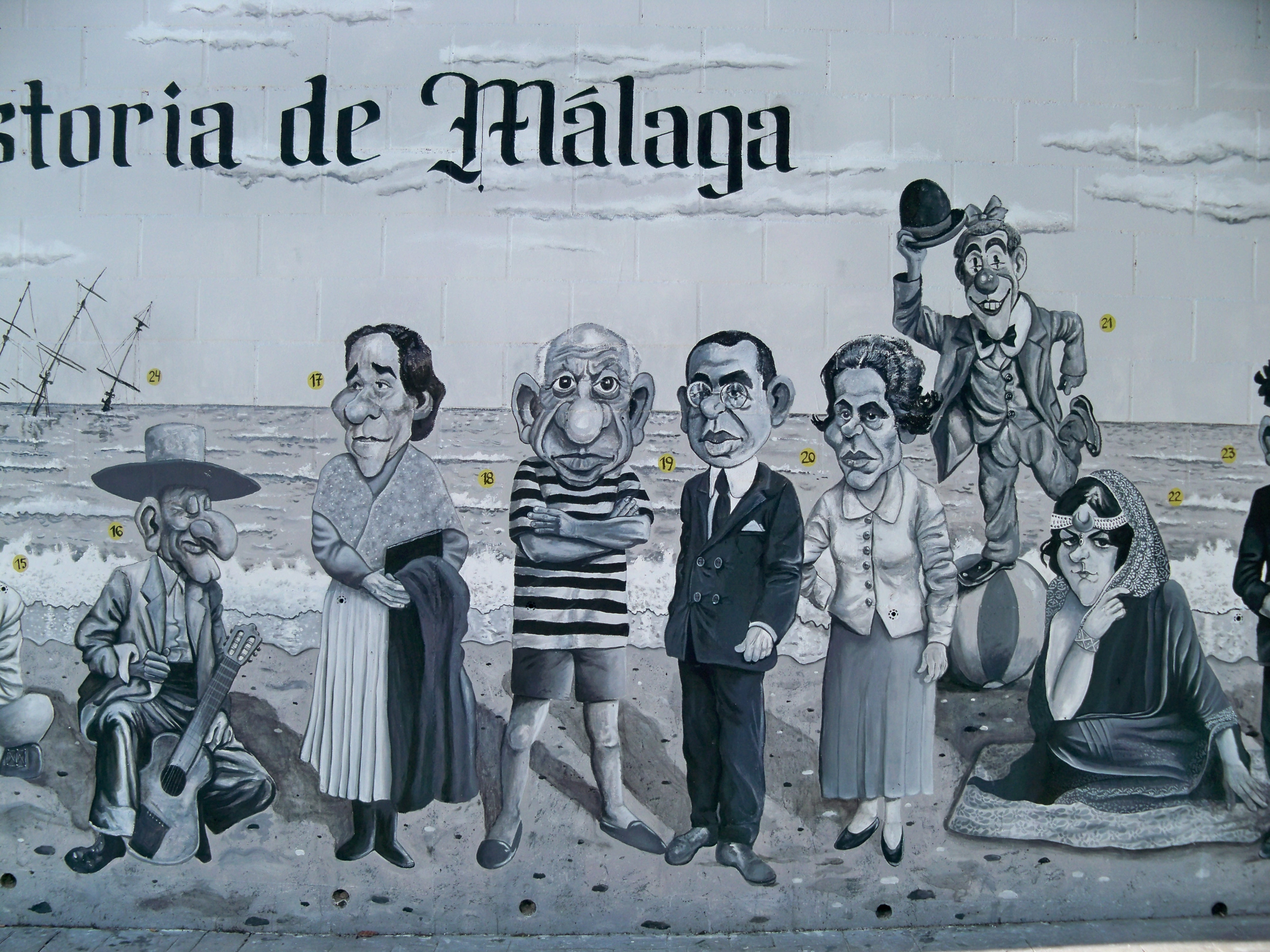
Isabel Oyarzábal caricaturizada en un mural de Ángel Idígoras en Málaga junto a otros personajes de la historia de la ciudad.

- Isabel Oyarzábal caricaturizada en un mural de Ángel Idígoras en Málaga junto a otros personajes de la historia de la ciudad.En 2013, el Seminario de Estudios de la Mujer de la Universidad de Málaga concedió el XXIII Premio de Investigación Victoria Kent a la biografía sobre su figura titulada Isabel de Palencia. Diplomacia, periodismo y militancia al servicio de la República, cuya autora es la profesora Matilde Eiroa San Francisco.[18]

- En 2017, la directora teatral Blanca Baltés llevó al escenario del Teatro María Guerrero la obra Beatriz Galindo en Estocolmo, en la que pretendió rescatar y homenajear a Isabel Oyarzábal, como representante de una época dorada en la intelectualidad femenina de la España de las primeras décadas del siglo XX.[19]

- En julio de 2018 la Asociación “Herstóricas. Historia, Mujeres y Género” y el Colectivo “Autoras de Cómic” creó un proyecto de carácter cultural y educativo para visibilizar la aportación histórica de las mujeres en la sociedad y reflexionar sobre su ausencia consistente en un juego de cartas. Una de estas cartas está dedicada a Oyarzábal.[20][21]
- En 2023, el dibujante Idígoras realizó un mural en la calle La Sonata del barrio malagueño de Teatinos dedicado a treinta y siete malagueños ilustres, entre los cuales figura Isabel Oyarzábal junto a otros personajes como Abbas Ibn Firnás, Omar Ben Hafsun, Salomon Ibn Gabirol, Pablo Picasso, María Zambrano, Anita Delgado o Marisol entre otros.[22]
- En febrero de 2025 el Ministerio de Asuntos Exteriores Español anunció la creación del Premio Isabel Oyarzábal para reconocer a las mujeres líderes en el ámbito de la diplomacia y las relaciones internacionales.[23]